# Humo mágico

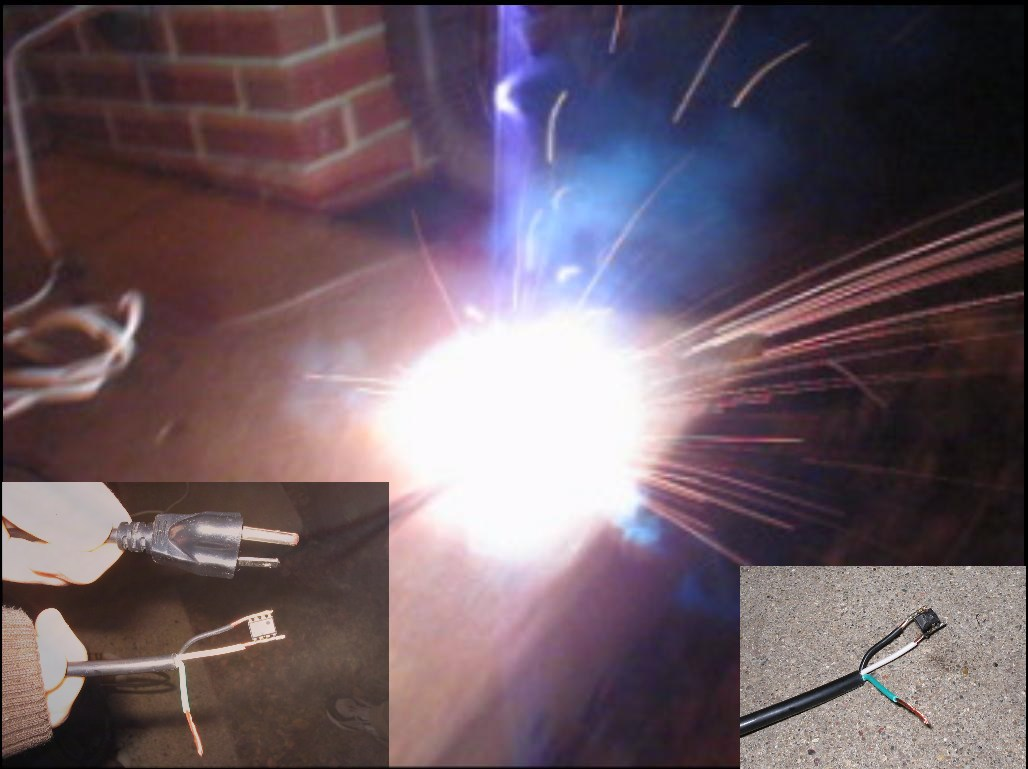
Humo liberado de un componente electrónico

El humo mágico, también conocido como humo de fábrica, humo azul o el genio) es un nombre humorístico para el humo cáustico producido por una sobrecarga eléctrica severa de los circuitos o componentes electrónicos, lo que provoca un sobrecalentamiento y la consiguiente liberación de humo. El humo normalmente huele a plástico quemado y otros productos químicos. El color del humo depende de qué componente se esté sobrecalentando, pero normalmente es azul, gris o blanco. El sobreesfuerzo menor finalmente da como resultado la falla del componente, pero sin exhibición pirotécnica o liberación de humo. Un transistor de potencia dentro de una fuente de alimentación es un culpable frecuente del humo acre.

El nombre es un chiste recurrente que comenzó entre  ingenieros eléctricos, y que luego fue adoptado por programadores e informáticos. El Jargon File, un compendio de la jerga hacker histórica y actual, define:
humo mágico: n.

 Una sustancia atrapada dentro de los paquetes de circuitos integrados que les permite funcionar (también llamado humo azul; esto es similar a la hipótesis arcaica del flogisto sobre la combustión). Su existencia se demuestra por lo que sucede cuando un chip se quema: el humo mágico se libera, por lo que ya no funciona.
El dispositivo funciona mientras el humo mágico queda atrapado en su interior, pero cuando el humo se escapa, el dispositivo deja de funcionar. Ergo, el humo es una parte esencial del dispositivo y su funcionamiento, a través de medios indeterminados ("mágicos").

## Uso

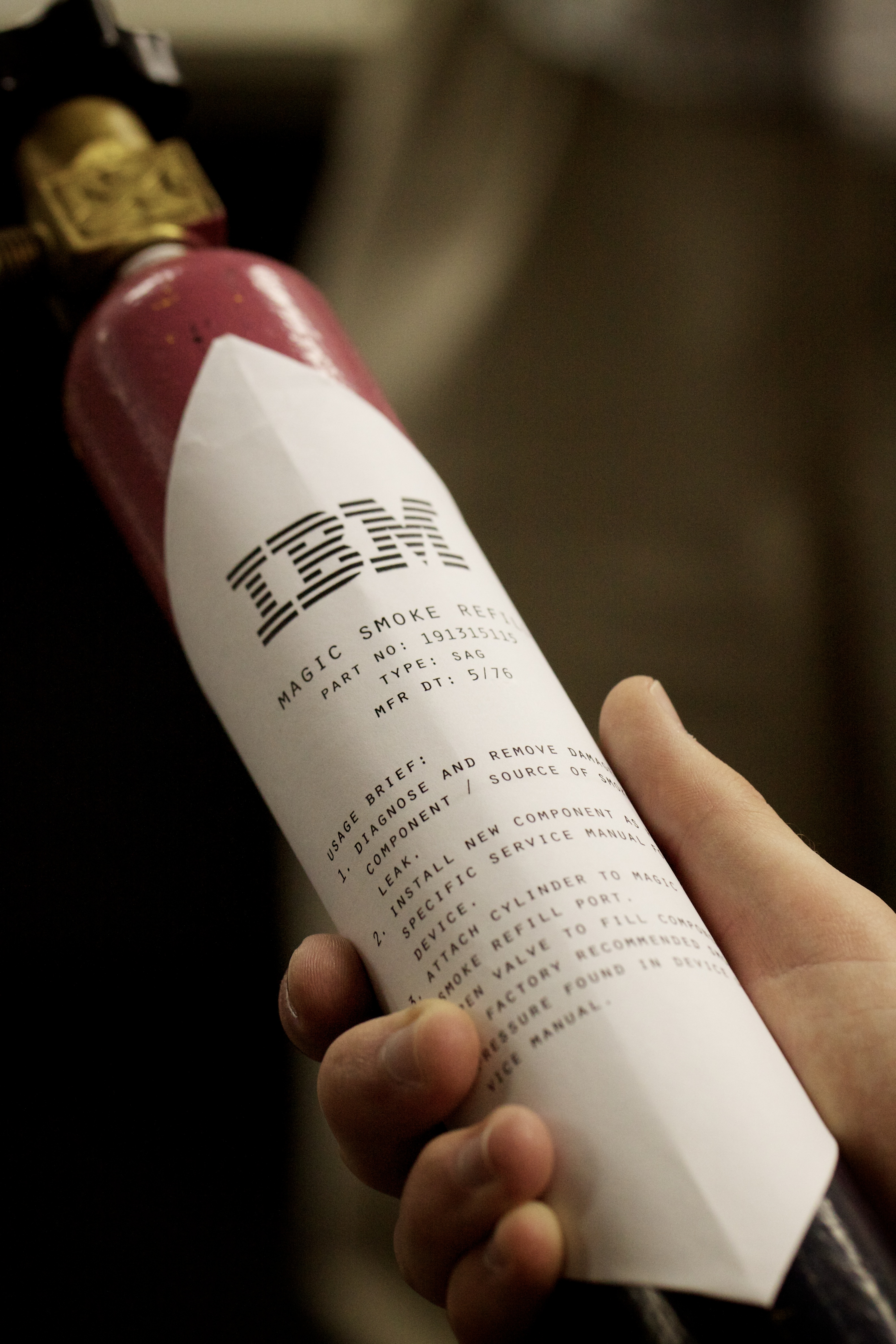
Recarga de humo mágico de IBM

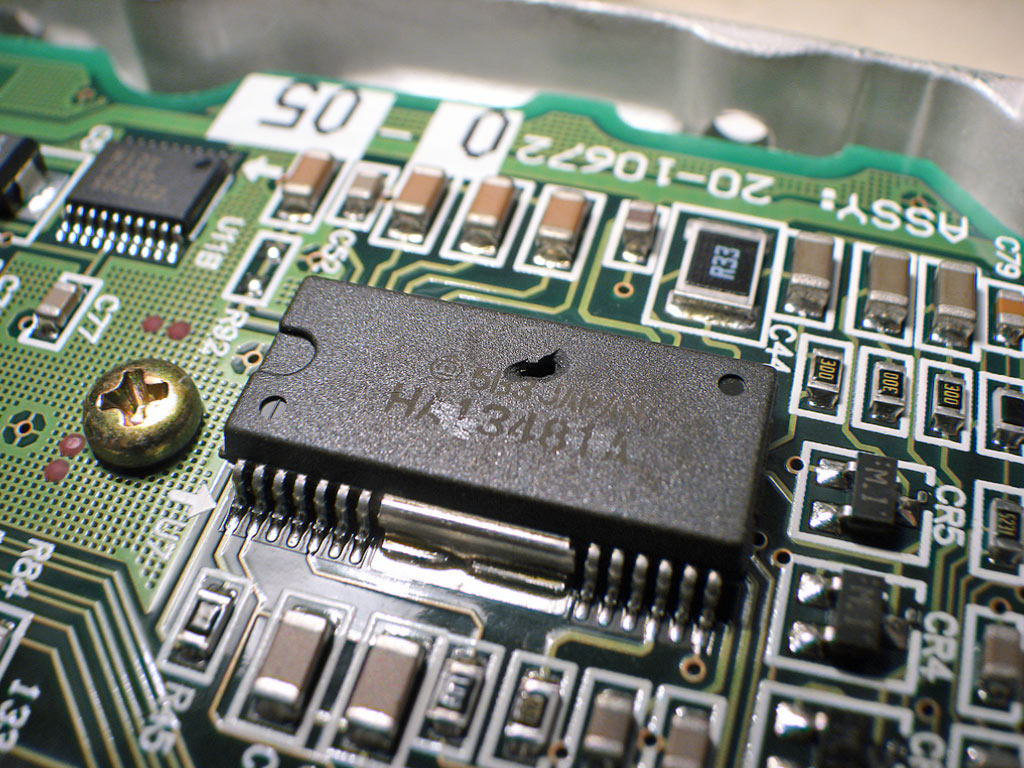
Un circuito integrado inutilizado después de un sobrecalentamiento

Esto ha dado lugar a frases (y variantes de) "¡Dejaste salir el humo!", "¡Hay demasiados duendes enojados corriendo por el circuito!", "El humo mágico se está escapando" o "Creo que configuraste tu fuente de alimentación demasiado alto; ¡hay humo mágico saliendo de esa resistencia!" como eufemismos para la destrucción de un componente por sobrecalentamiento.
Cuando un dispositivo se enciende por primera vez, a menudo se le llama "prueba de humo."
Red Hat Linux 6.1 incluyó el siguiente texto en la guía de compatibilidad de hardware:
CPU de nivel 3 incompatibles y sin soporte
- CPU sin humo: las CPU sin humo son incompatibles con el kernel de Linux y se duda de que se realice algún trabajo para cambiar esto. Simplemente son demasiado poco fiables incluso en la configuración de sistema más estándar. Aquellos con una CPU a la que le falta su Humo Mágico deberían cambiar a una nueva CPU.

La broma en la cita anterior es el concepto de una CPU sin humo, una en la que se ha liberado el humo mágico vital, dejándola inoperable. La broma permaneció en Red Hat 6.2, pero se eliminó en una versión posterior.